# ونسان بولوره
ونسان بولوره (به فرانسوی: Vincent Bolloré) (زادهٔ ۱ آوریل ۱۹۵۲) کارآفرین، نویسنده، سرمایه‌دار، بازرگان و مدیر ارشد اجرایی فرانسوی است، که اکنون به‌عنوان رئیس هیئت مدیره شرکت ویوندی فعالیت می‌نماید.